# Edifici a la rambla Àngel Guimerà, 30, Xarel·lo
L'edifici a la rambla Àngel Guimerà, 30 o Xarel·lo és una obra d'Alella (Maresme) protegida com a Bé Cultural d'Interès Local.

## Descripció
Casa de cos de 6,5 m de crugia i planta baixa i dos pisos. Aquest àmbit és interessant com a tipologia de façana i té les característiques següents: façana plana, dos eixos verticals de composició, obertures petites de proporció vertical, balcons de ferro i acabat pintat sobre arrebossat.